# Reinier van de Kerkhof
Reinier van de Kerkhof, més conegut com a René van de Kerkhof, (Helmond, Brabant del Nord, 16 de setembre, 1951) és un futbolista neerlandès ja retirat.
René, juntament amb el seu germà bessó Willy, formà part de la selecció de futbol dels Països Baixos que impressionà a les copes del Món de 1974 i 1978, on s'assoliren dues segones posicions. En total va jugar 47 partits amb la selecció on marcà cinc gols.
A nivell de clubs defensà principalment els colors dels clubs FC Twente i PSV Eindhoven, tot i que els darrers anys de la seva carrera jugà a clubs tan diversos com l'Apollon Atenes, Seiko Hong Kong, Helmond Sport o FC Eindhoven.
Fou nomenat per Pelé com un dels 100 futbolistes vius més importants el març del 2004.